# Lyonothamnus floribundus
Espèce
Classification phylogénétique
Lyonothamnus floribundus est une espèce de plantes à fleurs de la famille des Rosaceae.

## Publication originale
- Proceedings of the American Academy of Arts and Sciences 20: 292. 1885.